# Гэббидон, Дэнни
Да́ниэль Лио́н Гэ́ббидон (англ. Daniel Leon Gabbidon; род. 8 августа 1979, Кумбран, Торвайн) — валлийский футболист, защитник клуба «Пантег».

## Карьера
Начинал карьеру в «Вест Бромвиче». Первый профессиональный контракт подписал в 1998 году. Первый матч за «Вест Бромвич Альбион» сыграл 20 марта 1999 года против «Ипсвича».
В команде считался правым защитником, по пришествии на пост главного тренера Гари Мегсона потерял место в составе, его позицию занял Дес Литтл.
В начале сезона 2000/2001 был отдан в аренду клубу «Кардифф Сити», с которым в сентябре 2000 года подписал полноценный профессиональный контракт. «Кардифф Сити» стал как бы родным клубом для Даниэля, здесь он провёл около 200 матчей и помог «Кардиффу» вылезти из болота.
В 2005 году скауты «Вест Хэма» заприметили интересную пару центральных защитников из «Кардиффа». Это были Дэнни Габидон и Джеймс Коллинз. Сразу по пришествии в команду Даниэль стал игроком основного состава, в отличие от его партнёра Джеймса. Но прошло некоторое время, и они опять воссоединились в составе «Вест Хэма».

## Карьера в сборной
Сыграл 19 матчей за молодёжную сборную Уэльса. В 2002 году дебютировал в основной сборной Уэльса, в которой на сегодняшний день провёл 49 матчей.

## Достижения
Кардифф Сити
- Победитель второй английской лиги 2002/2003

Вест Хэм Юнайтед
- Финалист Кубка Англии 2005/2006